# Caboclo

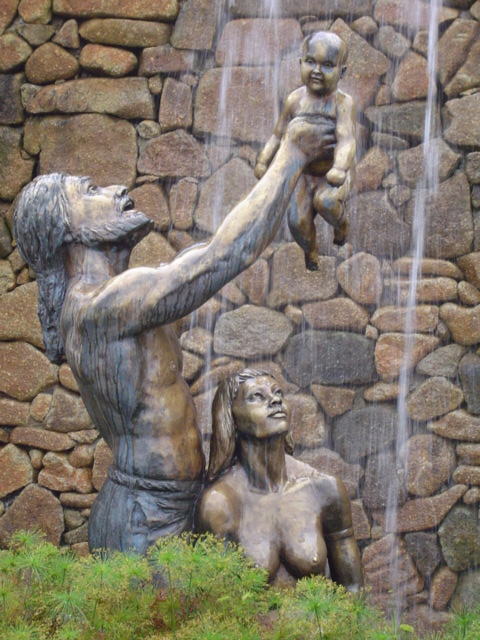
Statue de l'artiste Murilo Sá Toledo à Santana de Parnaíba représentant la naissance d'un Caboclo.

Caboclo, ou caboco, est un terme brésilien désignant les métis descendant d'unions entre européens blancs et d'amérindiens. Ils forment la population la plus importante du bassin amazonien.

## Présentation
D'un point de vue anthropologique, le terme de caboclo est contesté par la communauté scientifique qui le considère comme trop vague.
Dans l'état de l'Amazonas, le 24 juin est officiellement la fête des Caboclos (Dia do Caboclo).

### Origines
Pendant la période d'exploitation du caoutchouc, de jeunes Brésiliens de souche européenne quittent le Nordeste pour travailler en Amazonie. Bien accueillis par les indigènes amérindiens, il s'ensuit une vague de métissage dont sont issus les premiers caboclos.

### Étymologie et variantes

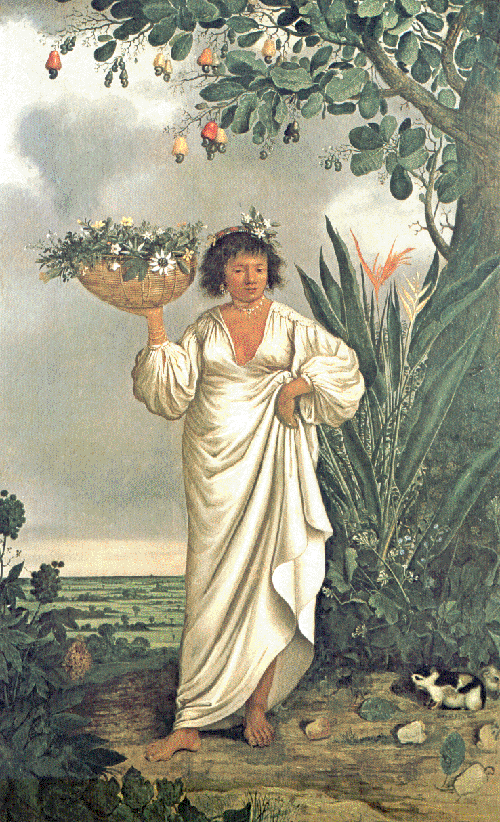
Femme Mameluca (vers 1641/1644, par Albert Eckhout).

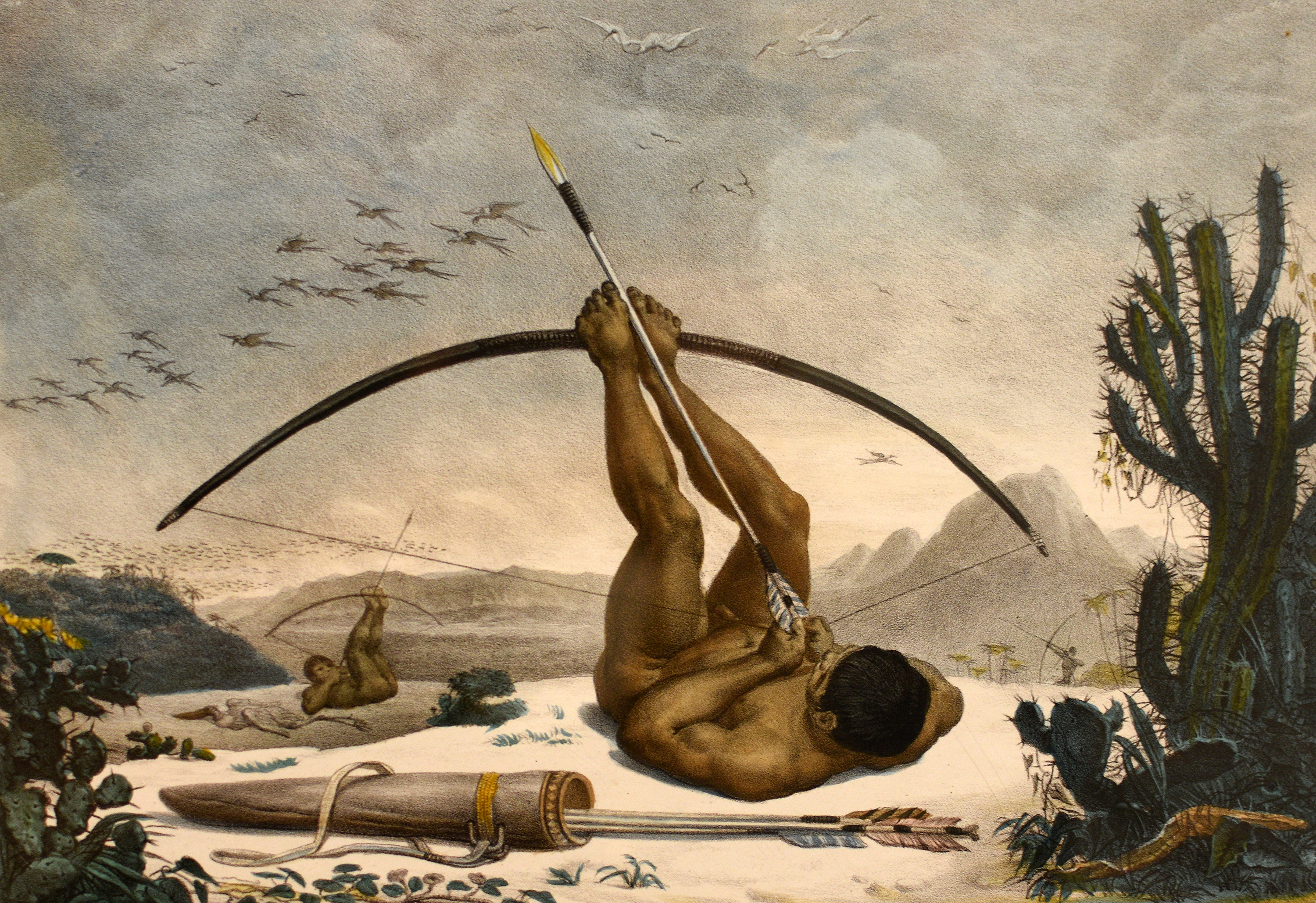
Cabloco, tableau de Jean-Baptiste Debret, 1834. Démonstration de tir à l'arc devant des étrangers, à São Lourenço ; le terme cabloco désigne ici des indiens civilisés et baptisés.

Luís da Câmara Cascudo (1898-1986), dans le Dictionnaire du Folklore Brésilien (Dicionário do Folclore Brasileiro), défend la graphie « caboco », c'est-à-dire sans la lettre « l », qui selon lui a dû être introduite par l'usage, sans justification étymologique, comme l'attestent les origines en langue Tupie du terme :  kaa'boc, (qui vient de la forêt) ou kari’boca, (fils de l'homme blanc).
« Caboclo » est ainsi synonyme de « caboco », mais aussi de « mameluco », « cariboca » et « curiboca ».
Mameluco : terme d'usage au Portugal dès le Moyen Âge, dérivant du mot arabe de Mamlūk, désignant des esclaves affranchis devenus soldats. Par extension, le terme  portugais désigne la première génération de métis issus d'unions entre européens et amérindiens. Au cours des XVIIe et XVIIIe siècles, le terme désigne également les bandeirantes, chasseurs d'esclaves œuvrant à l'intérieur des terres de l'Amérique du Sud, de l'Atlantique au pied des Andes, du Paraguay à l'Orénoque, terres occupées par les Guaranis.  
Il peut également être[réf. souhaitée] synonyme de :
Tapuiu : terme péjoratif utilisés par certains peuples indigènes pour désigner de manière générique les membres d'autres groupes ethniques.
Caipira, roceiro, sertanejo (habitant du Sertão). Le personnage de Jeca Tatu, créé par Monteiro Lobato, a été immortalisé dans la musique populaire et au cinéma.
Le terme de caboco peut également être utilisé dans la religion du Candomblé, le  Catimbó, la Macumba et la Umbanda.

## Les caboclos, divinités
Dans le candomblé, l'umbanda et le macumba, les caboclos (caboclas pour les identités féminines, caboclinhos pour les enfants) sont les âmes des indigènes brésiliens, particulièrement les habitants des forêts amazoniennes. Ils sont les ancêtres déifiés d'individus et de la nation brésilienne. Les caboclos sont des chasseurs, guerriers, guérisseurs et chamanes.
Dans les traditions Yoruba, Oxossi est le chef des caboclos.